# Calvià
Calvià è un comune spagnolo di 51 774 abitanti situato nella comunità autonoma delle Baleari, sull'isola di Maiorca.
Deve il suo nome al poble di Calvià che oggi, per distinguersi dal nome del comune, sviluppatosi soprattutto sulla costa per via del turismo balneare, è anche denominato Calvià Vila.
La costa, frastagliata e rocciosa per lo più, conta ben 34 tra spiagge e cale, mentre sono almeno 15 i centri abitati di un certo rilievo, tra cui i più famosi Magaluf e Palma Nova, sparsi su un territorio di 145 km².

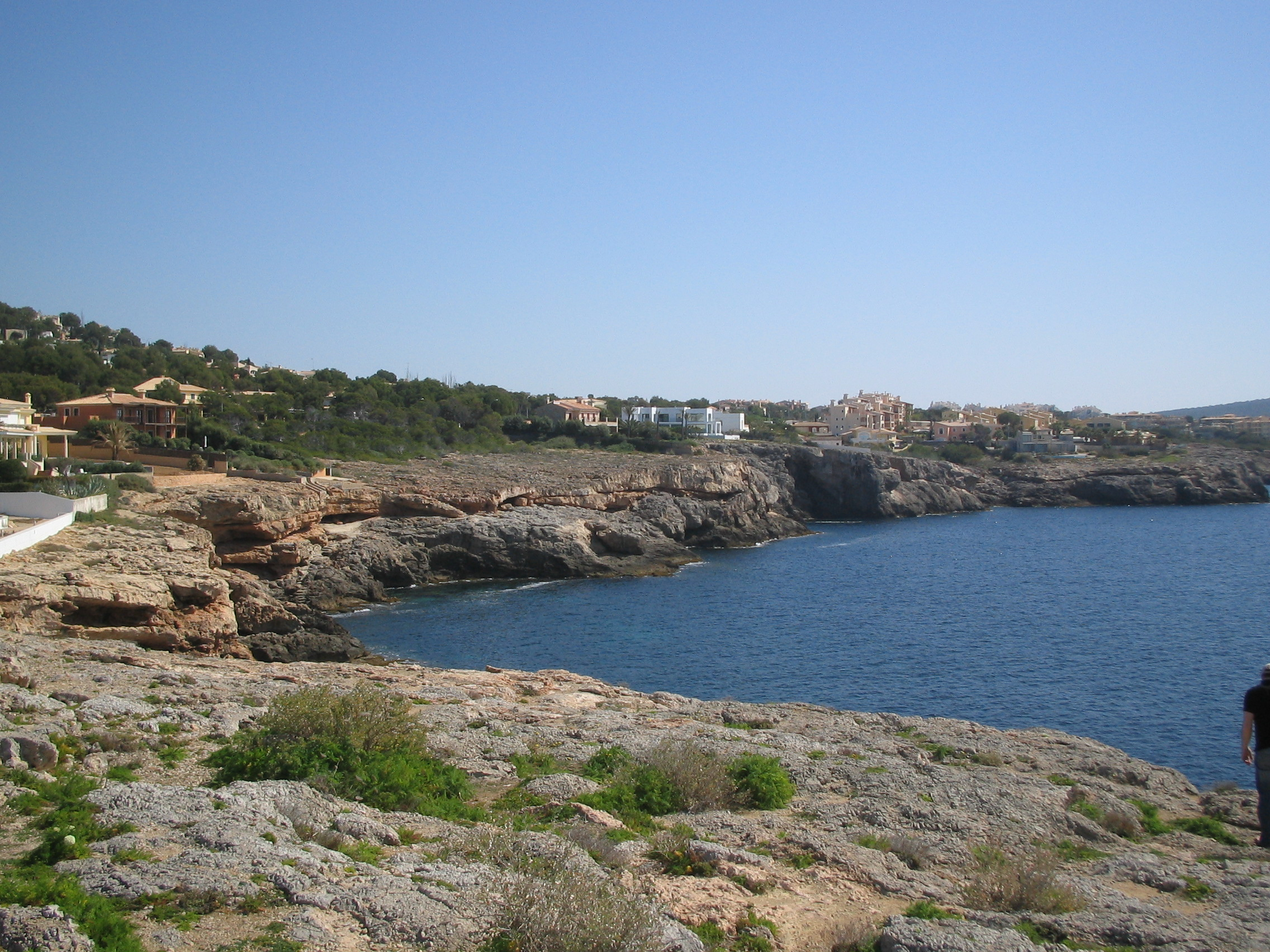
Tratto di costa presso Nova Santa Ponsa